# خانه نوری زینال (خوئی)
خانه نوری زینال (خوئی) مربوط به دوره قاجار است و در اردبیل، میدان سرچشمه، کوچه معصوم شاه واقع شده و این اثر در تاریخ ۲۲ آبان ۱۳۸۶ با شمارهٔ ثبت ۲۰۱۴۳ به‌عنوان یکی از آثار ملی ایران به ثبت رسیده است.